# Akzo Nobel Pulp and Performance Chemicals

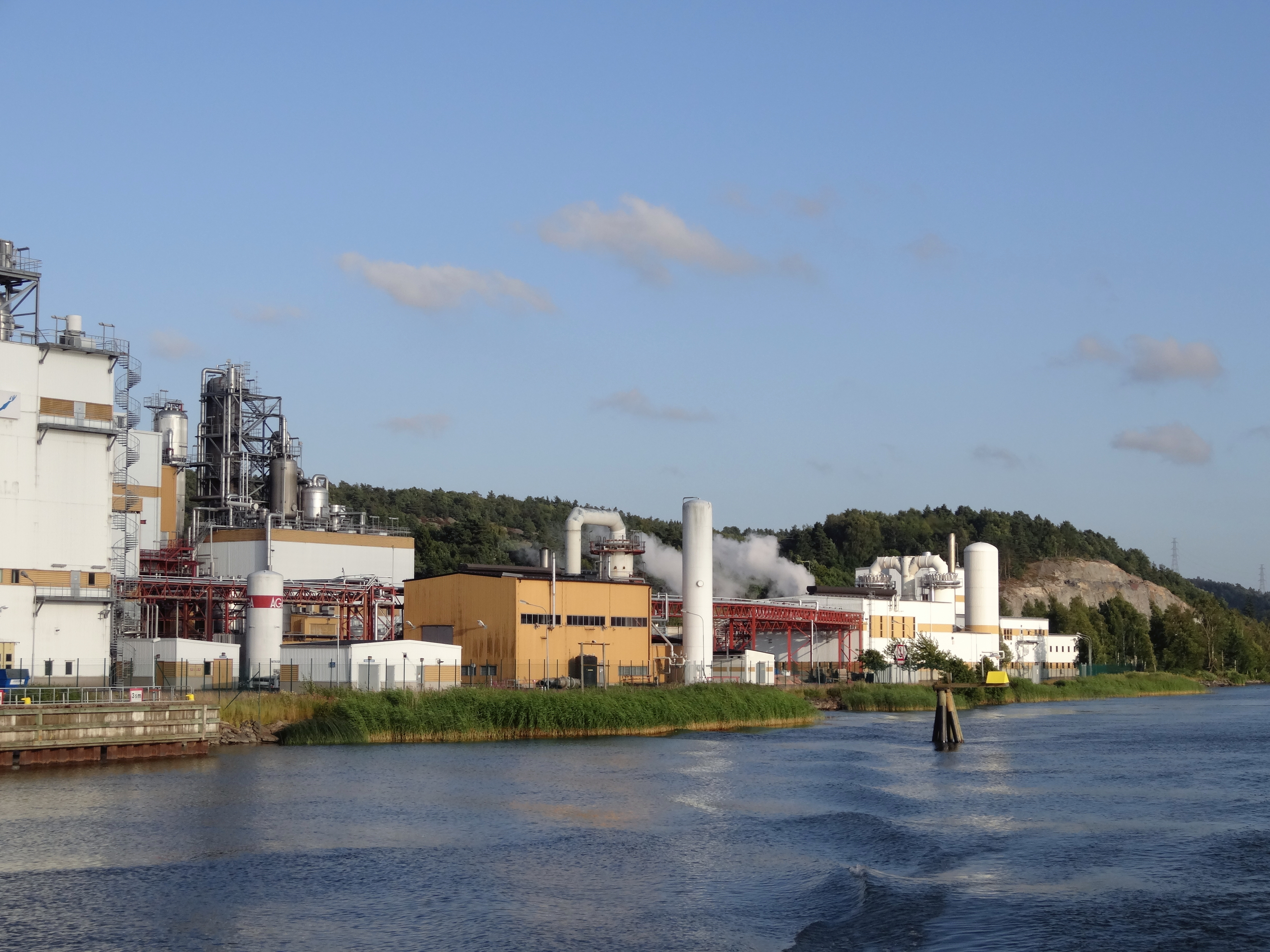
Akzo Nobel Pulp and Performance Chemicals AB:s anläggning i Bohus.

Akzo Nobel Pulp and Performance Chemicals AB (före detta Eka Chemicals AB) var namnet på ett kemiföretag i kemikoncernen AkzoNobel, som affärsenhet Pulp and Performance Chemicals. Idag är bolaget en del av Nouryon, en avknopping av AkzoNobels kemidivision.

## Historia
Elektrokemiska AB startades i Bengtsfors år 1895 av direktör Rudolf Lilljeqvist, Alfred Nobel och Carl Wilhelm Collander för tillverkning av klor och alkali. Många år senare blev det klarlagt att området där fabriken funnits var förorenat av höga halter av miljögifter (kvicksilver och dioxiner). Mellan 2006 och 2008 gjordes ett saneringsarbete som var det dittills största som genomförts i Sverige.
Företaget flyttade 1924 till Bohus och fick namnet AB Bohus kemiska industrier men företaget gick i konkurs samma år och återskapades även senare under 1924 under namnet Elektrokemiska aktiebolaget (EKA, EKA-Bohus). 1951 köptes företaget upp av Iggesunds Bruk. På 70-talet övergick företaget officiellt från namnet Elektrokemiska aktiebolaget till Eka AB. Nobel Industrier köpte upp företaget 1986 som då bytte namn till Eka Nobel. År 1994 ingick moderbolaget en fusion med holländska Akzo, moderbolaget fick namnet Akzo Nobel och Eka Nobel fick namnet - Eka Chemicals. Sitt nuvarande namn, Akzo Nobel Pulp and Performance Chemicals AB fick företaget 2013.